# Therocephalia
Therocephalia jsou jeden z podřádů terapsidů. 

## Systematika
Popisnou autoritou podřádu terapsidů Therocephalia je skotsko-jihoafrický paleontolog Robert Broom, jenž jej roku 1903 popsal jakožto řád, do něhož zařadil z jeho pohledu primitivní zástupce savcozubých (Theriodontia). Systematika se postupně vyvíjela, s vyloučením některých taxonů a zahrnutím jiných; sám Broom v r. 1903 klasifikoval ve svých Therocephalia řadu později přeřazených rodů. Ve druhé polovině 80. let se začalo o Therocephalia uvažovat jako o monofyletické skupině. Během 20. století byli někteří drobní Therocephalia řazeni mezi tzv. Scaloposauria, představující však spíše zavádějící taxon pro nedospělé jedince.
Na začátku 21. století vypadala systematika monofyletických Therocephalia následovně: na bázi skupiny stály čeledi Lycosuchidae a Scylacosauridae (původně sdružované do společné čeledi Pristerognathidae), zatímco zbytek tvořil klad Eutherocephalia, kam patří taxony jako Hofmeyriidae, Akidnognathidae, Whaitsiidae nebo Baurioidea (poslední jmenovaní původně, tj. ve 30. letech 20. století, tvořili samostatnou skupinu Bauriamorpha). Nejbližšími příbuznými Therocephalia jsou Cynodontia, linie terapsidů zahrnující i savce. Společný klad pro obě skupiny nese pojmenování Eutheriodontia. V rámci Therocephalia se však podle jiných hypotéz mohou Cynodontia i přímo odvozovat, a to buďto jako sesterská skupina Whaitsiidae, anebo jako sesterská skupina Eutherocephalia.

## Popis

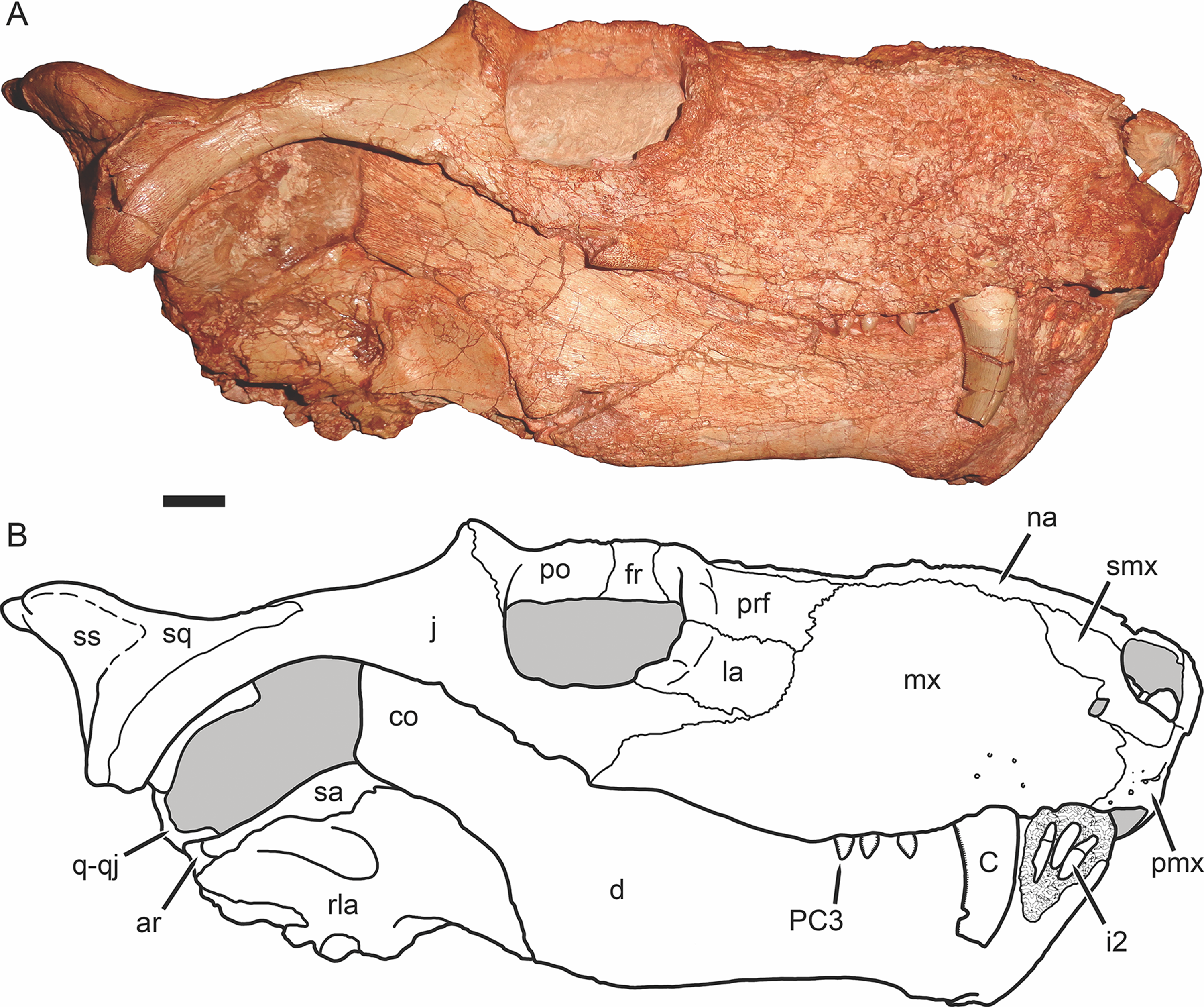
Lebka rodu Gorynychus

Therocephalia představují relativně rozmanitou skupinu terapsidů. Bazální zástupci podřádu Therocephalia se ještě podobají druhům z podřádu Gorgonopsia, podobně jako oni měli nápadné špičáky (byť o něco menší) a dorůstali celkem velkých rozměrů: délka lebky činila asi 20–30 cm. V Eutherocephalia se pak objevují sice často menší, ale tvarově rozmanitější formy. Například u čeledi Whaitsiidae došlo k redukci či úplné ztrátě molariformních zubů, které mohly nahrazovat keratinizované zubní destičky. Zmíněnou čeleď reprezentuje např. rod Theriognathus, vyznačující se velkými očnicemi i spánkovými otvory a četnými lebečními charakteristikami odlišnými od Gorgonopsia. Euchambersia z čeledi Akidnognathidae byla zase s velkou pravděpodobností vyzbrojena jedovými žlázami, pro což svědčí atypické lebeční otvory a drážky v tesácích. V Eutherocephalia se odvozovala i řada malých forem, řazených zejména do nadčeledi Baurioidea.
Ze sdílených odvozených znaků na lebce lze zmínit například párové suborbitální dutiny na patře, širokou radličnou kost (vomer), třmínek bez otvoru a dorzálního výběžku nebo specificky tvarovaný spodní kýlovitý výběžek (anglicky reflected lamina) na kosti dolní čelisti angulare, jenž má volný dorzální okraj a silné hřebeny vybíhající ze středu. Zbytek kostry charakterizují například redukovaná bederní žebra, anteriorní výběžek kyčelní kosti, přídatný výběžek (trochanter) na kosti stehenní a počet článků prstů redukovaný na 2.3.3.3.3 (jako u savců, ale zřejmě nezávisle na nich). U zástupců Therocephalia, například u rodu Bauria, lze pozorovat i některé další savčí evoluční trendy, například vznik druhotného patra nebo nepřítomnost postorbitální zápory.

## Paleobiologie a paleoekologie

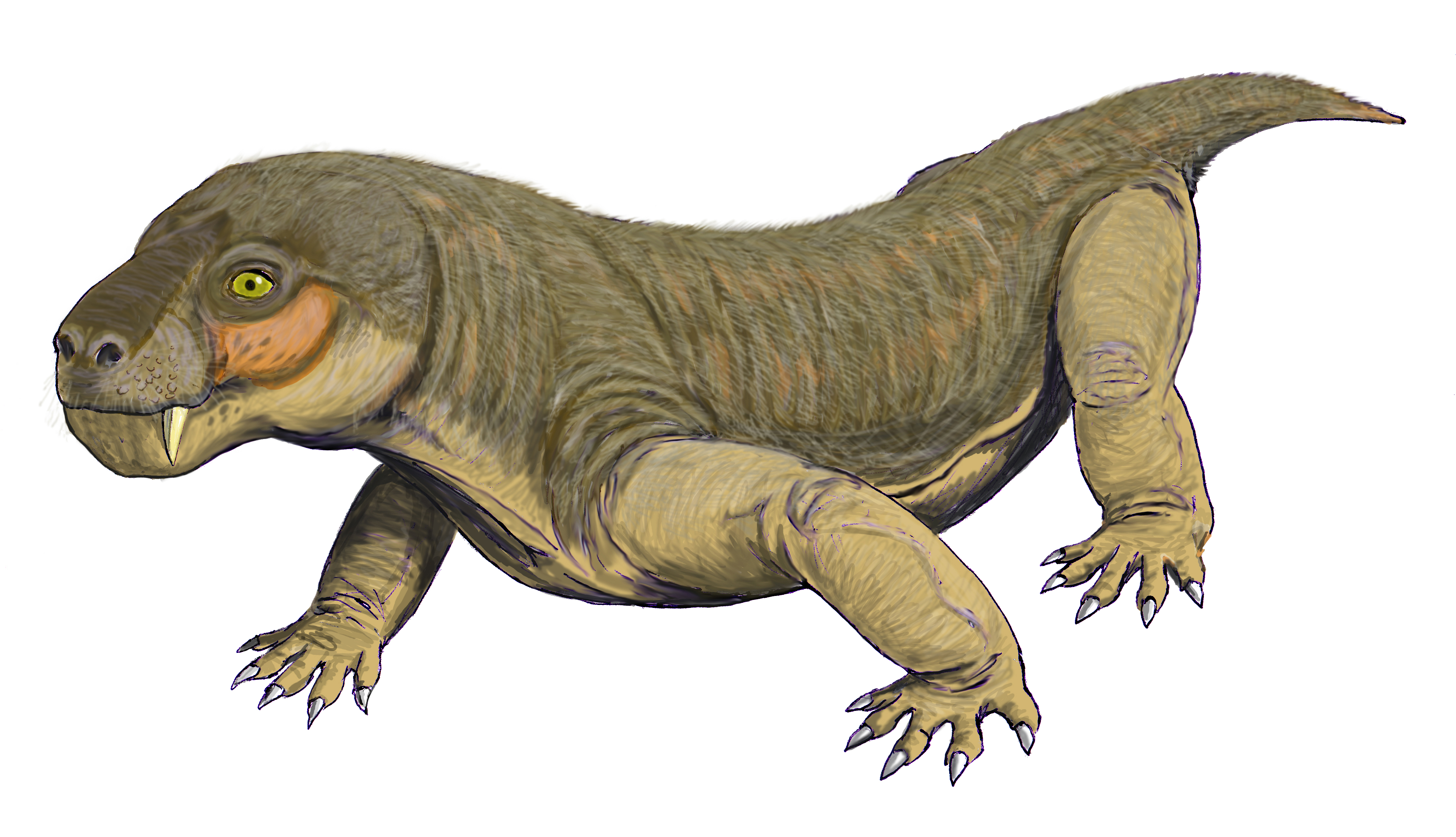
Euchambersia (rekonstrukce)

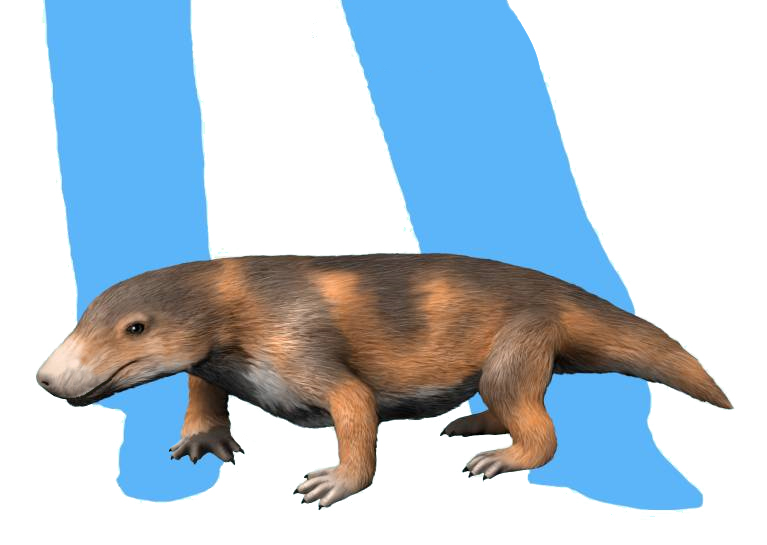
Bauria (rekonstrukce)

Therocephalia se ve fosilním záznamu objevují mezi permským věkem word a věkem středního triasu anis (resp. podvěkem anisu zvaným illyr), tj. v období před asi 266,9 až 241,5 miliony lety. Geograficky jejich nálezy pocházejí z jižní a východní Afriky, Číny, Ruska a Antarktidy. Centrum diverzity celé skupiny leželo na jihu superkontinentu Pangea, řadu nálezů poskytla například naleziště v africkém Karoo. Druhy pocházející z Číny či Ruska typicky spadají do různých, vzájemně vzdáleněji příbuzných linií; několikerou kolonizaci severních oblastí naznačují fylogenetické analýzy i pro nižší taxony, konkrétně Baurioidea.
Zprvu, tedy ve středním permu, Therocephalia asi zaujímali tutéž ekologickou niku jako Gorgonopsia, šlo o velké šavlozubé predátory. Později mezi nimi začaly převládat spíše menší nebo středně velké druhy masožravců, hmyzožravců, či dokonce býložravců. Vysoce odvozená anatomie spodního kýlovitého výběžku kosti angulare svědčí pro složitější osvalení čelistí a jazyka než u Gorgonopsia, což snad linii Therocephalia přinášelo jisté evoluční výhody z pohledu jejich vyšší adaptability. Ve svrchním permu se například objevuje čeleď Whaitsiidae, s předpokládanou ekologickou rolí mrchožroutů schopných drtit kosti, tj. možná určitá analogie dnešních hyen. Euchambersia mohla se svými jedovými žlázami vystupovat jako terapsidní analogie hadů. Mezi Baurioidea se objevovali různí malí generalističtí predátoři, ovšem Bauria z triasu se podle anatomie zubů mohla živit tuhou vláknitou stravou.
Therocephalia přežili drastické vymírání na konci permu, největší masové vymírání historie Země. Přeživšími byly zejména některé linie malých Baurioidea. Podle některých hypotéz mohli jejich zástupci v nepříznivých podmínkách těžit např. z vyšší rychlosti metabolismu, či snad dokonce z přítomnosti bránice usnadňující výměnu plynů. Podle studie z roku 2019 vymírání na konci permu nijak výrazně neovlivnilo disparitu Therocephalia, tj. rozmanitost forem, která zůstala vysoká ještě asi 10 milionů let po této události. Výrazný negativní dopad však mělo na diverzitu, tj. hojnost druhů, která již nikdy nedosáhla úrovně před ním. Kosmopolitní rozšíření a některé diverzifikované linie si však Therocephalia zachovávali ještě v průběhu triasu, což zcela neodpovídá fenoménu popisovanému jako dead clade walking, podle něhož jsou některé linie postižené masovým vymíráním odsouzeny k zániku. Therocephalia z fosilního záznamu mizí ve středním triasu, kdy dochází k rozrůzňování Cynodontia. Jak však již bylo zmíněno, sami Cynodontia mohou být přímými potomky Therocephalia.